# Ambrose (Mack Swain)

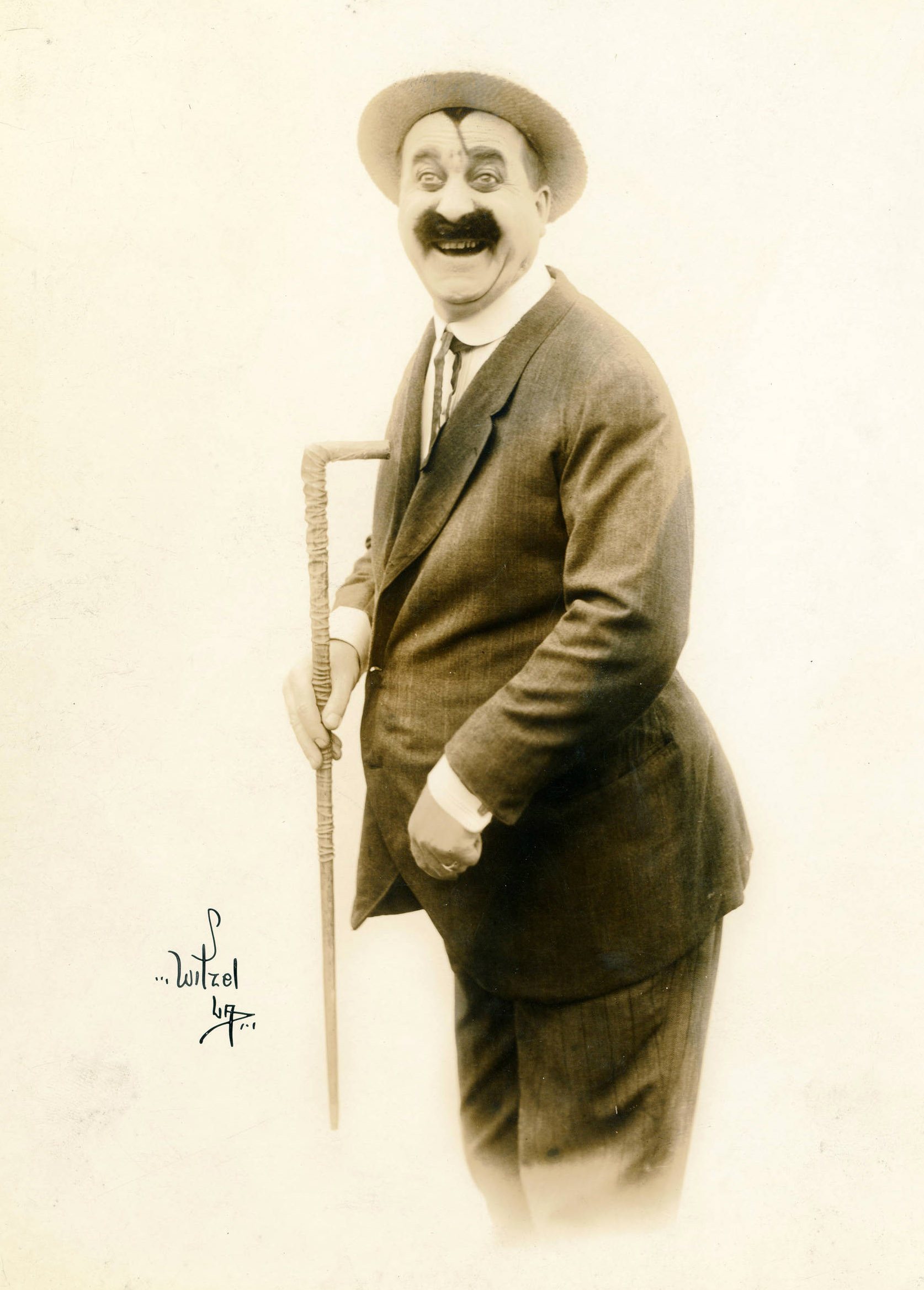
Mack Swain

Ambrose va ser un personatge interpretat per Mack Swain que protagonitzà un seguit de comèdies per a la Keystone de Mack Sennett, algunes de les quals conjuntament amb Chester Conklin en el paper de Walrus.

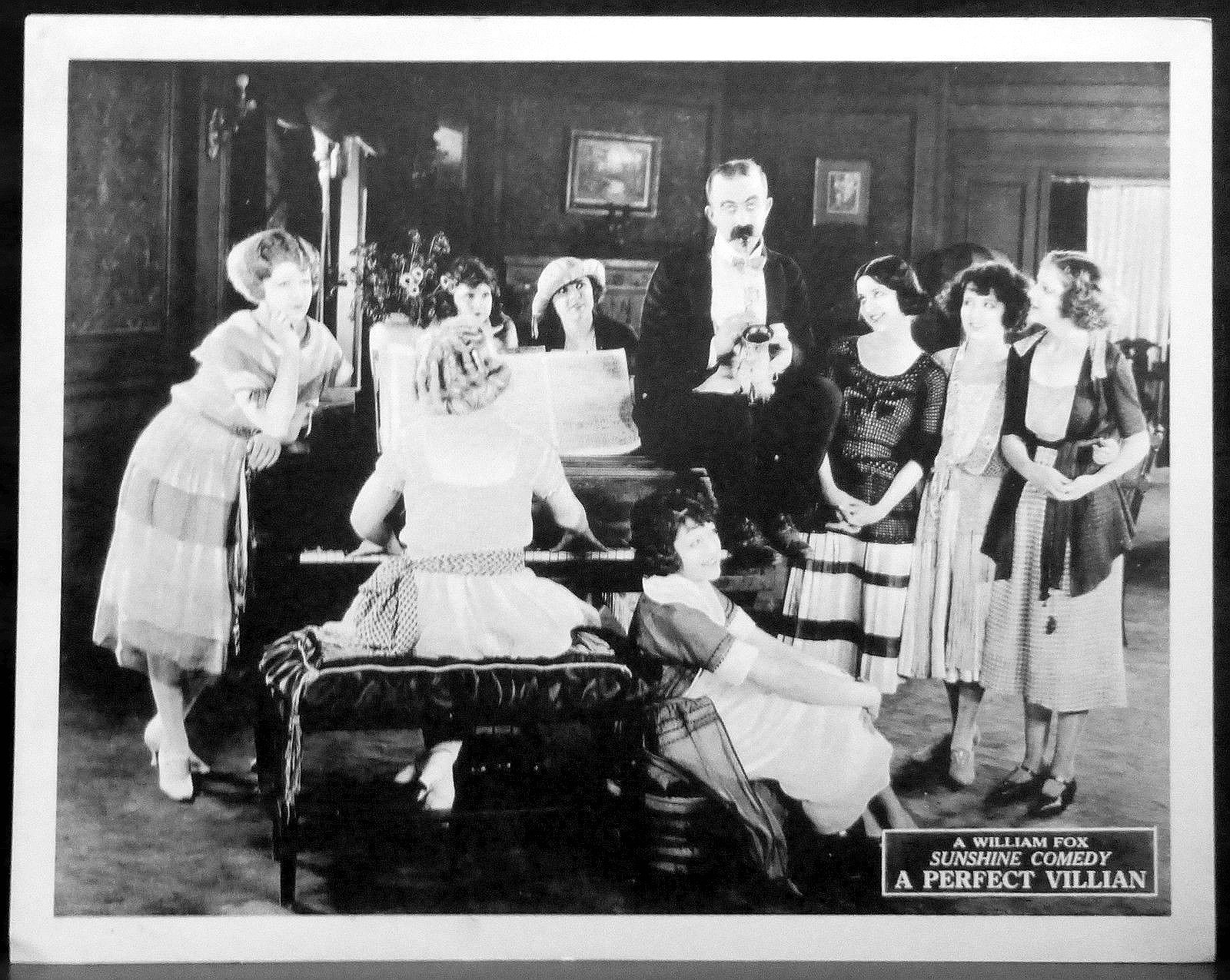
Chester Conklin en un fotograma de la pel·lícula A Perfect Villain (1921)

## Descripció
Ambrose (Mack Swain) era un llibertí d'aspecte descomunal i també amb un gran bigoti. Mr. Walrus (Chester Conklin) era el un malvat d'aspecte còmic amb un bigoti de morsa enorme, d'aquí el seu nom. Dels dos personatges, el més popular va ser Ambrose, que va protagonitzar una llarga sèrie de pel·lícules entre 1914 i 1920 primer a la Keystone i després seguint Mack Sennett quan aquest va crear la Mack Sennett Comedies Corporation. Entre 1914 i 1915 ambdós personatges van rodar un seguit de pel·lícules junts, de les que destaca Love, Speed and Thrills (1915).

## Filmografia parcial

### Pel·lícules d'Ambrose
A Busy Day (1914)
Leading Lizzie Astray (1914)
His Trysting Place (1914)
Getting Acquainted (1914)
The Fatal Mallet (1914)
Ambrose's First Falsehood (1914)
Ambrose's Little Hatchet (1915)
Ambrose’s Lofty Perch (1915)
Ambrose’s Nasty Temper (1915)
Wilful Ambrose (1915)
Fatty's New Role (1915)
A Modern Enoch Arden (1916)
Ambrose’s Cup of Woe (1916)
Ambrose’s Rapid Rise (1916)
Vampire Ambrose (1916)
Safety First Ambrose (1916)
Madcap Ambrose (1916)
Daddy Ambrose (1918)
Ambrose's Icy Love (1918)
Home Run Ambrose (1918)
Ambrose, the Lion Hearted (1918)
Ambrose and His Widow (1918)
Adventurous Ambrose (1918)
Ambrose's Day Off (1919)
Foxy Ambrose (1919)
Heroic Ambrose (1919)
Ambrose Matrimonial Mixup (1919)
Innocent Ambrose (1920) 
Ambrose in Bad (1920) 
Ambrose Winning Ways (1920)
All Wrong Ambrose (1920)

### Pel·lícules d'Ambrose i Walrus
Gentlemen of Nerve (1914)
Ambrose's Sour Grapes (1915)
Ambrose’s Fury (1915)
The Battle of Ambrose and Walrus (1915)
When Ambrose Dared Walrus (1915)
Love, Speed and Thrills (1915)

### Pel·lícules de Mr. Walrus
Dizzy Heights and Daring Hearts (1915)
A Bird's a Bird (1915)